# Rodolphe Rubattel

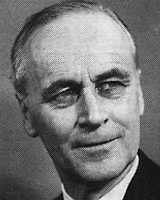
Rodolphe Rubattel

Rodolphe Rubattel (* 4. September 1896 in Villarzel; † 18. Oktober 1961 in Pully; heimatberechtigt in Villarzel) war ein Schweizer Politiker (FDP). Als Bundesrat war er Wirtschaftsminister und bekleidete einmal das Amt des Bundespräsidenten.

## Werdegang

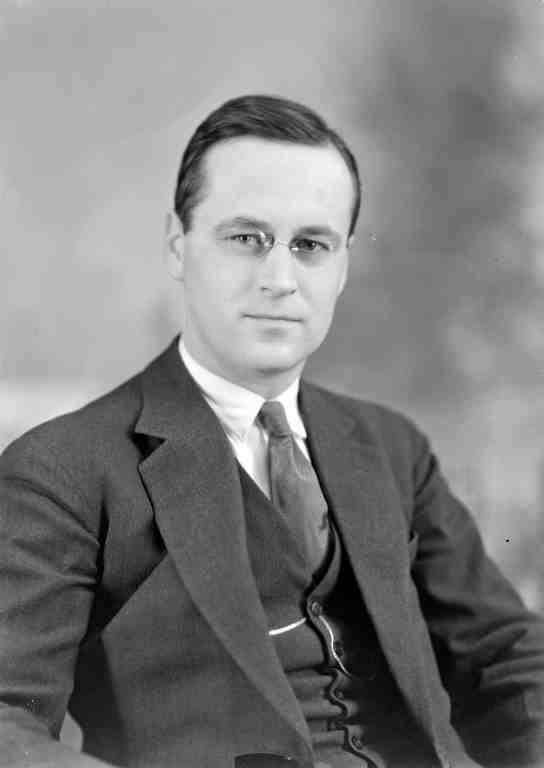
Rodolphe Rubattel (ca. 1930)

Der Sohn des Politikers Ernest Rubattel studierte von 1915 bis 1919 Rechtswissenschaften an der Universität Lausanne und promovierte 1921. Ab 1920 war er als Journalist tätig. Ab 1932 war er Vizepräsident der Waadtländer Freisinnigen Partei und 1933 bis 1939 Waadtländer Grossrat. 1939 bis 1944 leitete er das Kantonsspital. 1945 bis 1947 amtierte er als Regierungsrat, vom 9. April bis und mit Dezember 1946 war er Regierungspräsident des Kantons Waadt.
Rubattel wurde am 11. Dezember 1947 in den Bundesrat gewählt. Am 31. Dezember 1954 übergab er sein Amt, nachdem er am 1. November seinen Rücktritt aus gesundheitlichen Gründen angekündigt hatte. Während seiner Amtszeit stand er dem Volkswirtschaftsdepartement vor.
Er war Bundespräsident im Jahre 1954 und Vizepräsident im Jahre 1953.
Im Jahr 1955 wurde er vom Bundesrat zum Verwaltungsrat der Reaktor AG ernannt, die 1960 im Eidgenössischen Institut für Reaktorforschung (EIR) aufging.
Gegen seinen Willen wurde der Rubatteller, eine Weinsorte, nach ihm benannt.

## Wahlergebnisse in der Bundesversammlung
- 1947: Wahl in den Bundesrat mit 138 Stimmen (absolutes Mehr: 116 Stimmen)
- 1951: Wiederwahl als Bundesrat mit 191 Stimmen (absolutes Mehr: 99 Stimmen)
- 1952: Wahl zum Vizepräsidenten des Bundesrates mit 183 Stimmen (absolutes Mehr: 99 Stimmen)
- 1953: Wahl zum Bundespräsidenten mit 185 Stimmen (absolutes Mehr: 95 Stimmen)

## Werke
- Contribution à l’étude de la réglementation du travail agricole. Diss. Universität Lausanne, 1921, 95 S.
- mit Jules Laurent: Tu seras citoyen. Manuel d’éducation civique. Lausanne 1933, 131 S.